# Zbąszynek
Zbąszynek (do 1945 niem. Neu Bentschen) – miasto w województwie lubuskim, tuż przy granicy z województwem wielkopolskim, w powiecie świebodzińskim, siedziba gminy miejsko-wiejskiej Zbąszynek. W latach 1975–1998 miasto administracyjnie należało do województwa zielonogórskiego. Według danych GUS z 31 grudnia 2019 r. miasto liczyło 5032 mieszkańców. Zbąszynek leży na obszarze stanowiącym część historycznej Wielkopolski.

## Historia
Zbąszynek powstał w latach 1923–1939 jako Neu Bentschen (Nowy Zbąszyń), niemiecka osada i placówka celna, przy stacji granicznej. Wiernie oddaje to serial Szpiedzy w Warszawie – czteroodcinkowy polsko-brytyjski miniserial historyczny produkcji BBC Films i Telewizji Polskiej. W pierwszym odcinku część akcji odbywa się w miejscowości granicznej Neu Bentschen.
Lokalizacja nie obyła się bez trudności, gdyż pierwotna koncepcja budowy stacji w okolicy Dąbrówki Wielkopolskiej została zmieniona na skutek problemów z wykupem gruntów pod zabudowę. Ostatecznie osadę wybudowano na polach wsi Kosieczyn. W okresie międzywojennym stworzono dużą i nowoczesną infrastrukturę kolejową oraz kolonię według koncepcji miasta ogrodu (projektantem był Friedrich Veil). Neu Bentschen w tym okresie zamieszkiwali w przeważającej większości Niemcy pracujący na kolei. W osadzie istniały dwa kościoły (ewangelicki i katolicki, oba wzniesione w 1929 roku w stylu charakterystycznym dla okresu międzywojennego), drukarnia należąca do Carla Albrechta, dom kultury (Deutsches Haus), szkoła, poczta oraz bank. Administracyjnie kolonia należała do powiatu międzyrzeckiego.
W okresie II wojny światowej istniały w mieście obozy pracy przymusowej, w których pracowały (w różnych okresach) oddziały robocze złożone jeńców sowieckich, francuskich, włoskich, a także Żydzi z łódzkiego Getta. W wyniku fatalnych warunków wielu z przymusowych robotników zmarło z wycieńczenia oraz chorób. Robotnicy przymusowi pracowali głównie przy rozbudowie infrastruktury kolejowej i jej dostosowaniu do obsługi transportów wojennych. Często dochodziło w trakcie tych prac do aktów sabotażu bezlitośnie karanego przez Niemców.
W styczniu 1945 roku mieszkańcy Neu Bentschen i okolicznych wsi ewakuowali się koleją za Odrę. O miasto nie toczyły się walki, więc pozostało niezniszczone (w znikomym stopniu dosięgły go dewastacje oraz szabrownicy, natomiast zostało splądrowane i podpalone przez Armię Czerwoną) i mogło stanowić jeden z etapów w akcji repatriacyjnej. Od 1945 roku pod przejściową nazwą Nowy Zbąszyń (od 1946 pod obecną nazwą) już w Polsce, uzyskał prawa miejskie. W latach 1945–1989 dominującą rolę w mieście odgrywała kolej, będąc głównym zakładem pracy i przyczyniając się do wszechstronnego rozwoju infrastruktury miejskiej. W tamtym okresie Zbąszynek był jednym z ważniejszych węzłów kolejowych na trasie Berlin – Warszawa.
Obecnie największym zakładem w okolicy jest koncern IKEA i szereg zakładów kooperujących. W byłej lokomotywowni serwisowane są zespoły trakcyjne Kolei Wielkopolskich, m.in. typu Pesa Elf. W pobliżu znajduje się rezerwat leśny Kręcki Łęg (pow. 65 ha) oraz wioski Chlastawa z zabytkowym drewnianym kościołem z 1637 roku, Kosieczyn z drewnianym kościołem (według najnowszych badań dendrochronologicznych jednym z najstarszych w kraju) datowanym na ok. 1406 rok i dworem z XVII–XVIII wieku oraz Dąbrówka Wielkopolska znana z walki o polskość w okresie międzywojennym i działalności Związku Polaków w Niemczech.

## Demografia

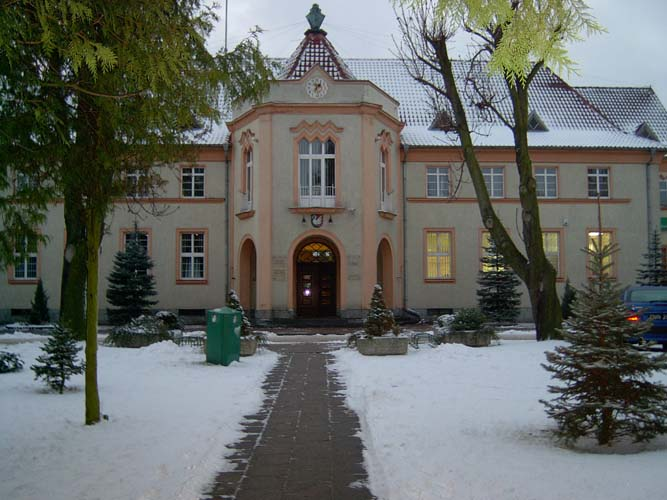
Urząd Miasta i Gminy w Zbąszynku

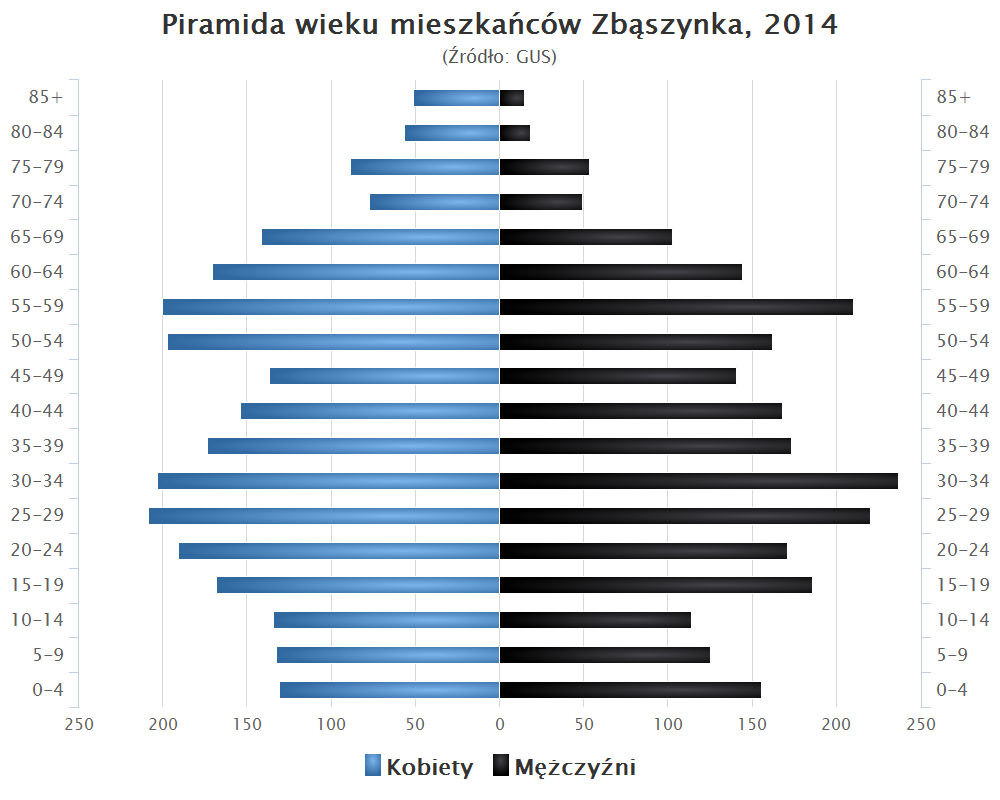
Piramida wieku mieszkańców Zbąszynka w 2014 roku

## Zabytki

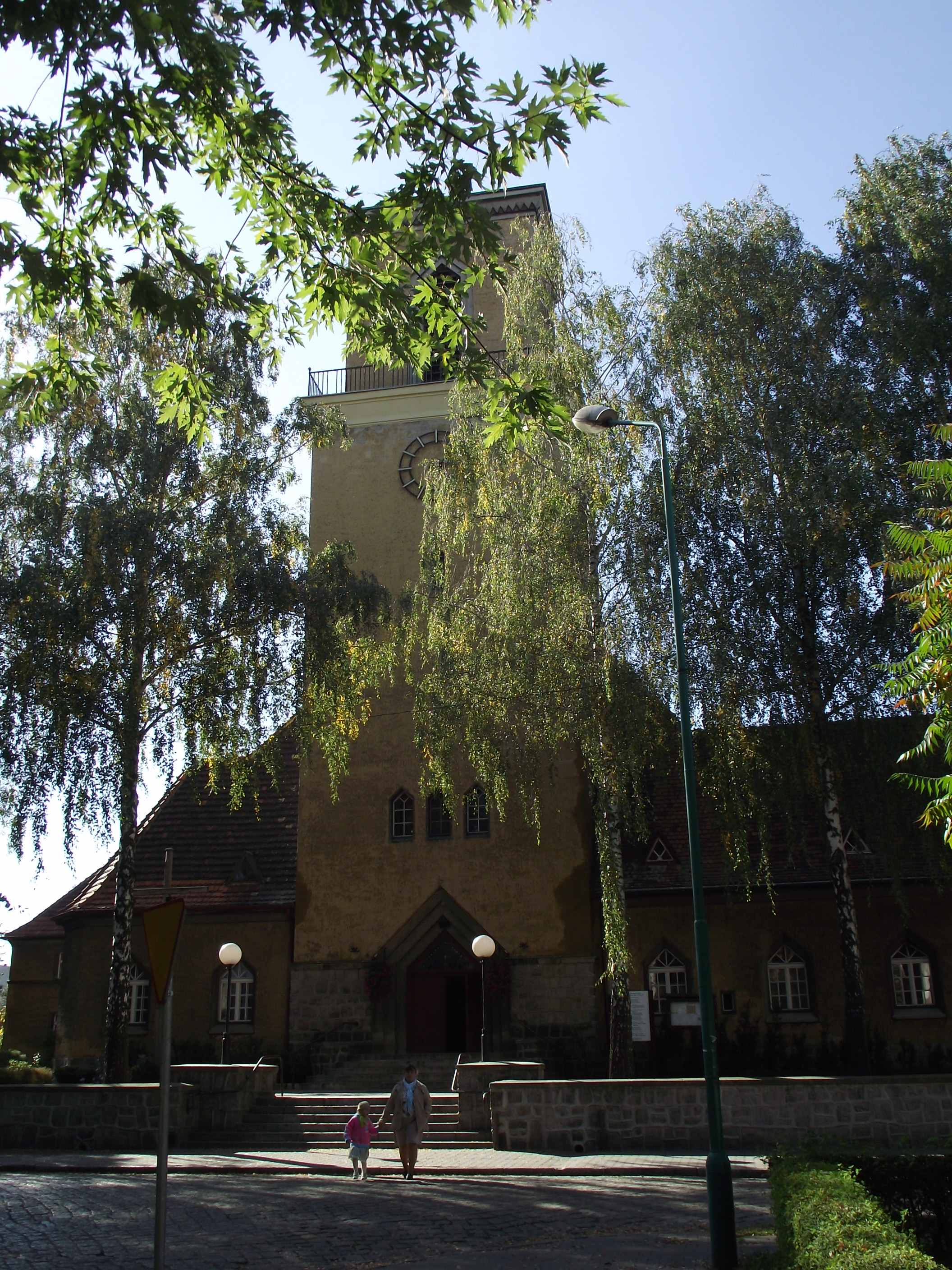
Kościół Macierzyństwa NMP

Do wojewódzkiego rejestru zabytków wpisane są:
- kościół filialny pod wezwaniem śś. Apostołów Piotra i Pawła, z lat 1929–1930
- zespół kościoła ewangelickiego, ul. Długa 29/30, z lat 1928–1929:
  - kościół, obecnie rzymskokatolicki parafialny pod wezwaniem Macierzyństwa Najświętszej Maryi Panny z 1928 r.
  - dom parafialny, obecnie plebania
  - dawny dom gminy ewangelickiej
  - ogrodzenie murowane, z bramami

inne zabytki:
- dworzec kolejowy z 1923 r.
- Urząd Miasta i Gminy z 1930 r.
- dom kultury w stylu modernistycznym.

## Kultura

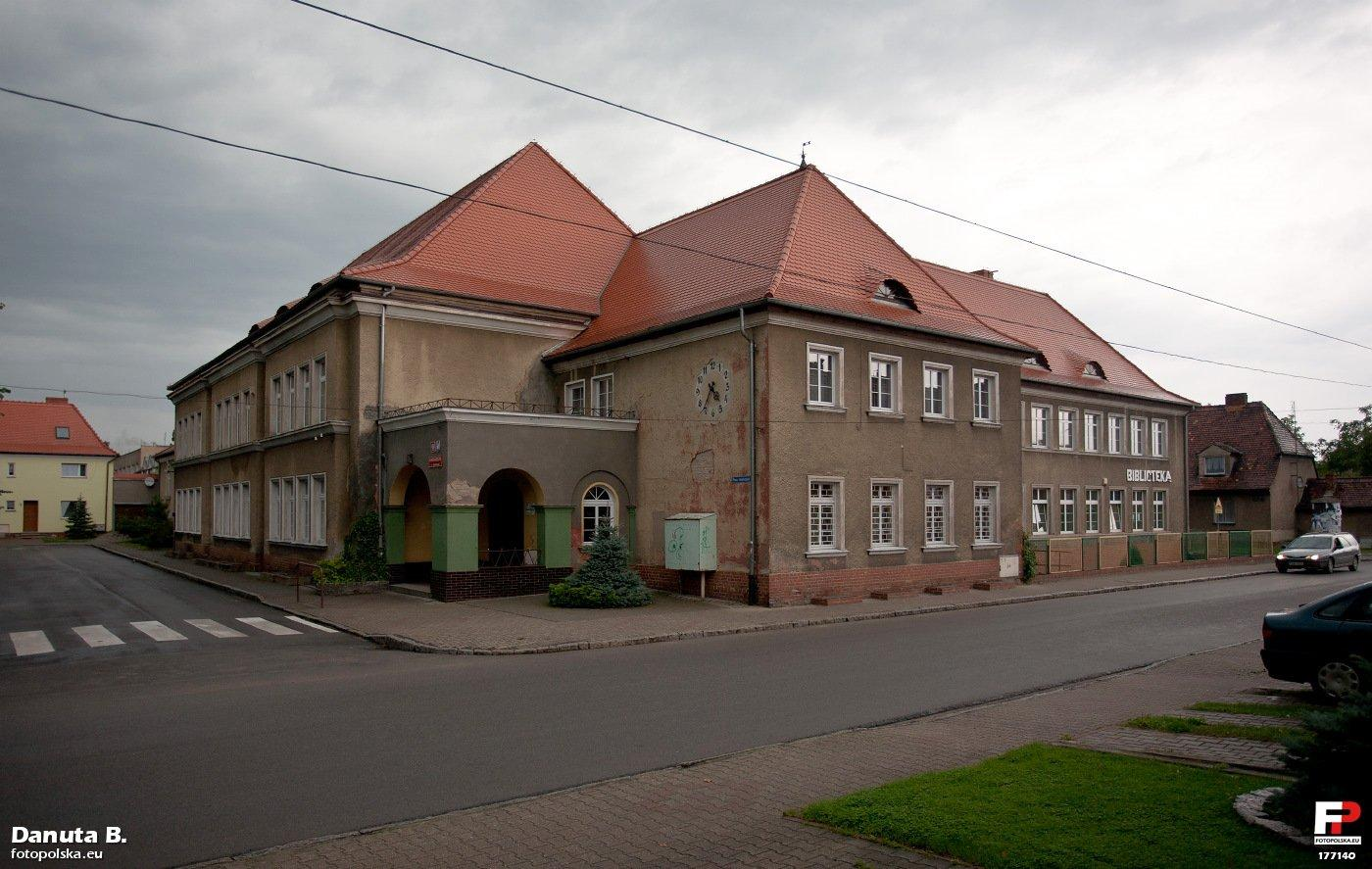
Gimnazjum i Miejska Biblioteka Publiczna, 1925 r.

- Miasto należy do Regionu Kozła kultywującego tradycje ludowe
- Dom Kultury Kolejarz
- Kino Muza
- Biblioteka Miejska w Zbąszynku.

## Oświata
- Niepubliczne Przedszkole pod Muchomorkiem
- Szkoła Podstawowa z Oddziałami Integracyjnymi im. Powstańców Wielkopolskich w Zbąszynku
- Szkoła Podstawowa im. II Armii Wojska Polskiego w Zbąszynku – oddział drugi placówki (dawniej Gimnazjum im. Polskich Olimpijczyków w Zbąszynku)
- Centrum Kształcenia Zawodowego i Ustawicznego w Zbąszynku (Zespół Szkół Technicznych im. Jana Pawła II w Zbąszynku)

## Sport
- Miejski Klub Sportowy „Syrena” Zbąszynek – klub piłkarski założony w 1945 roku i występujący w IV lidze lubuskiej.
- Semafor Zbąszynek – sekcja piłki nożnej, strzelecka i wędkarska
- SPS Strefa Piłki Siatkowej Zbąszynek – sekcja piłki siatkowej dziewcząt i chłopców.
- Zbąszynecka Akademia Piłkarska.

## Transport

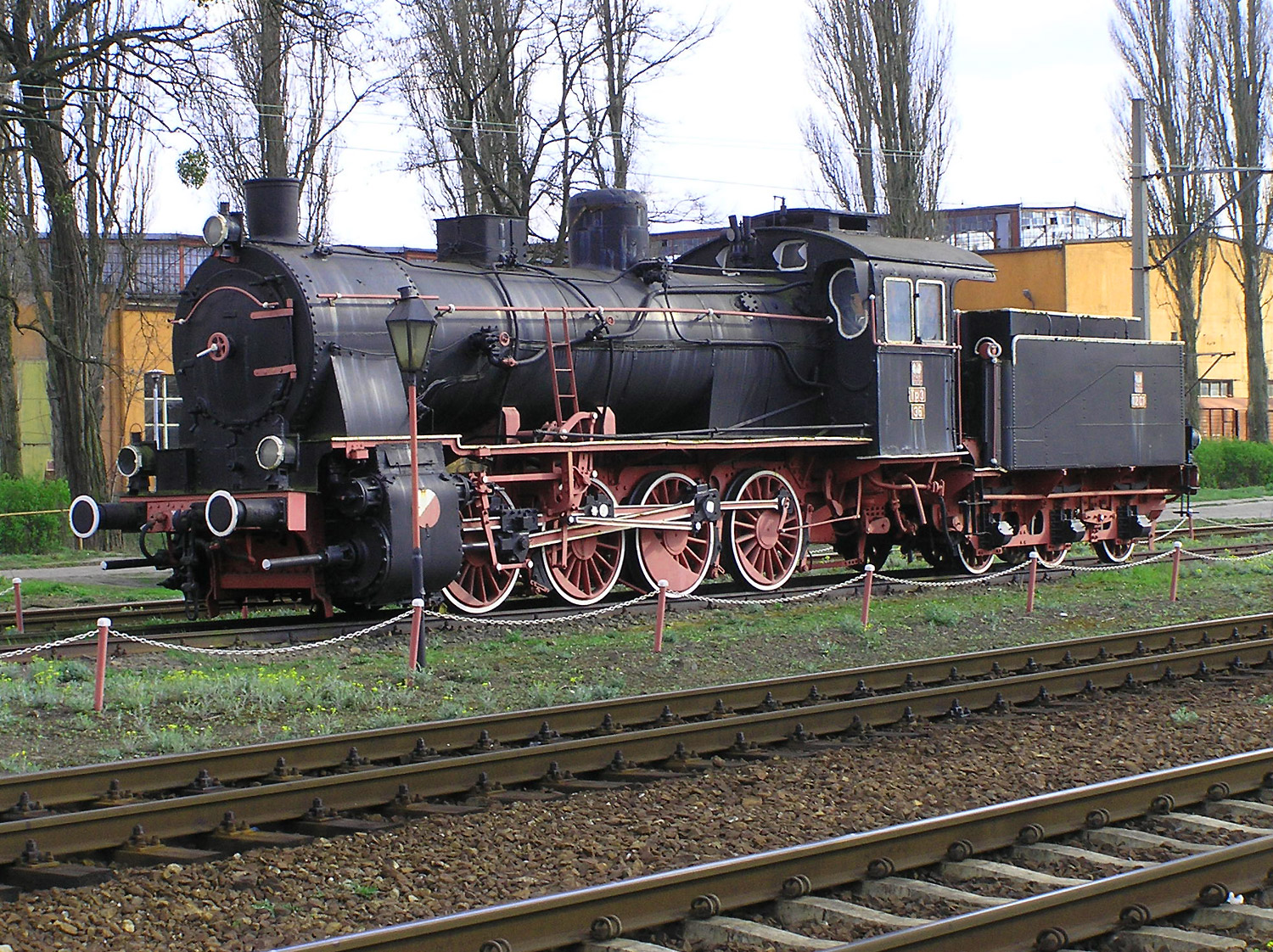
Parowóz Tp3 przy stacji Zbąszynek

Ważny węzeł kolejowy. Linie kolejowe łączą Zbąszynek bezpośrednio z wieloma miastami:
- Zbąszynek – Poznań – Warszawa
- Zbąszynek – Poznań – Bydgoszcz – Gdynia
- Zbąszynek – Świebodzin – Rzepin – Frankfurt nad Odrą – Berlin
- Zbąszynek – Sulechów – Zielona Góra – Nowa Sól
- Zbąszynek – Zbąszyń – Wolsztyn – Leszno
- Zbąszynek – Międzyrzecz – Skwierzyna – Gorzów Wielkopolski.

W pobliżu miasta przebiega droga wojewódzka nr 302 do Nowego Tomyśla.